# Sigma Aquilae
Sigma Aquilae (σ Aql / σ Aquilae) è una stella binaria di magnitudine 5,18 situata nella costellazione dell'Aquila. Dista 771 anni luce dal sistema solare.

## Osservazione
Si tratta di una stella situata nell'emisfero celeste boreale, ma molto in prossimità dell'equatore celeste; ciò comporta che possa essere osservata da tutte le regioni abitate della Terra senza alcuna difficoltà e che sia invisibile soltanto nelle aree più interne del continente antartico. Nell'emisfero nord invece appare circumpolare solo molto oltre il circolo polare artico. La sua magnitudine pari a 5,2 fa sì che possa essere scorta solo con un cielo sufficientemente libero dagli effetti dell'inquinamento luminoso.
Il periodo migliore per la sua osservazione nel cielo serale ricade nei mesi compresi fra fine giugno e novembre; da entrambi gli emisferi il periodo di visibilità rimane indicativamente lo stesso, grazie alla posizione della stella non lontana dall'equatore celeste.

## Caratteristiche fisiche
Il sistema è formato da due stelle bianco-azzurre di sequenza principale ed è classificata come variabile Beta Lyrae, la cui luminosità varia di 0,2 magnitudini in un periodo di 1,95 giorni.
Possiede una magnitudine assoluta di -1,42 e la sua velocità radiale negativa indica che la stella si sta avvicinando al sistema solare.